# Ambrosio Arce de los Reyes
Ambrosio Arce de los Reyes (Madrid, 1621 – 1661) è stato uno scrittore spagnolo.
Fu autore di varie commedie, tra cui Cegar para ver mejor, El hechizo de sevilla, El Hércules de Hungría e La mayor victoria de Constantino.